# 沈榮勳
沈榮勳（？—？），浙江仁和（今杭州）人，清朝官員。舉人出身。

## 生平
沈榮勳歷任江西湖口縣知縣、福建建寧府同知、臺灣府北路理番同知、興化府知府、江西吉安府知府等。官至直隸宣化府知府。